# جورج سكوت (لاعب كرة قدم مواليد 1944)
جورج سكوت (بالإنجليزية: George Scott)‏ هو لاعب كرة قدم بريطاني في مركز الوسط، ولد في 25 أكتوبر 1944 في أبردين في المملكة المتحدة. لعب مع نادي أبردين ونادي ترانمير روفرز ونادي ليفربول.